# ادوبی فلش پلیر
ادوبی فلش پلیر (انگلیسی: Adobe Flash Player) (با نام شاک‌وِیو فلش (به انگلیسی: Shockwave Flash) در اینترنت اکسپلورر و فایرفاکس) یا به اختصار فلش‌پلیر، نرم‌افزاری رایگان برای مشاهده پرونده‌های چندرسانه‌ای، اجرای برنامه‌های غنی اینترنتی و صدا و تصویر و محتوای ایجاد شده بر روی پلت‌فرم ادوبی فلش است. فلش پلیر می‌تواند در یک مرورگر وب به عنوان یک افزونه مرورگر یا بر روی دستگاه‌های تلفن همراه، پشتیبانی و اجرا شود. فلش پلیر توسط ماکرومدیا ایجاد شده بود و پس از آن به مالکیت ادوبی در آمد.
فلش پلیر در گذشته دارای پایگاه گسترده‌ای از کاربران، با بیش از ۹۰٪ نفوذ در رایانه‌های شخصی متصل به اینترنت و قالب پرونده رایج برای بازی، پویانمایی، و واسط‌های گرافیکی کاربر تعبیه شده در صفحات وب بود. ادوبی ادعا می‌کند که بیش از ۴۰۰ میلیون از کل بیش از ۱ میلیارد دسکتاپ متصل به اینترنت، در ظرف شش هفته پس از انتشار، اقدام به روز رسانی به نسخه تازه فلش پلیر می‌کنند.
شرکت ادبی از ۱۲ ژانویه ۲۰۲۱ ارائه خدمات فلش پلیر را پایان داد.

## پیدایش و رشد
فلش پلیر در سال ۱۹۹۶ به بازار آمد و رفته‌رفته محبوب‌ترین نرم‌افزار  پخش ویدیو و بازی آنلاین شد. در آن هنگام، سرعت اینترنت در جهان، بسیار کم بود و شماره‌گیری، روش غالب وصل شدن به اینترنت بود. بنابراین امکان پخش و تماشای پرونده‌های صوتی و تصویری با کیفیت خوب وجود نداشت. ظهور فلش پلیر این امکان را به طراحان و سازندگان انیمیشن‌های اینترنتی می‌داد که محتوای خود را با حجم کم و کیفیت خوب ارائه کنند به‌طوریکه می‌شد یک پویانمایی سه دقیقه‌ای با چند شخصیت، پیش‌زمینه، صداها و موسیقی را در اندازه کمتر از ۲ مگابایت جا داد که در هر مرورگری قابل دیدن بود.
در سال ۲۰۰۹ شرکت ادوبی اعلام کرد که ۹۹ درصد کامپیوترهای خانگی متصل به اینترنت، از نرم افزار فلش استفاده می‌کنند.

## افت
با گسترش استفاده از تلفن‌های هوشمند، محبوبیت فلش کاهش یافت. استیو جابز در آوریل ۲۰۱۰ در نامه سرگشاده‌ای با نام تفکراتی درباره فلش مخالفت صریح خود با استفاده از  فلش بر روی آیفون و آی‌پد را ابراز کرد. او گفت که نرم افزار فلش برای استفاده در صفحات لمسی، مناسب نیست. به دلایل امنیت سایبری، غیرقابل اعتماد است و باعث کم شدن عمر باتری می‎شود. او استفاده از اچ‌تی‌ام‌ال۵ و دیگر روش‌ها را برای پخش صدا و تصویر پیشنهاد کرد و کاربرد فلش پلیر را برای تلفن‌های هوشمند و تبلت بد دانست. شرکت ادوبی برای سازگاری، نسخه ای از فلش را برای تلفن‌های هوشمند ارائه کرد. اما شرکت‌های بزرگ مانند فیس‌بوک، نتفلیکس، و یوتیوب، بدون نیاز به فلش ویدئوهای خود را در تلفن‌های هوشمند پخش می‌کردند. مشکلات فراوان امنیتی و ناکامی در ورود به بازار تلفن‌های هوشمند باعث شد که به تدریج از دور خارج شود.
سرانجام در نوامبر ۲۰۱۱ شرکت ادوبی توسعه فلش پلیر برای تلفن‌های همراه را پایان داد و تمرکز خود را روی توسعه فلش روی رایانه‌ها متمرکز کرد. با اینحال در سال ۲۰۱۵ شرکت اپل، فلش را در مرورگر سفاری، و گوگل در گوگل کروم مسدود کردند.

## پایان کار
در سال ۲۰۱۷، شرکت ادوبی اعلام کرد که فلش در سال ۲۰۲۰  کنار می‌گذارد و از ۱۲ ژانویه ۲۰۲۱ به ارائه خدمات فلش پلیر پایان داد.

### بیانیه گوگل کروم
در ۲۵ ژوئیه ۲۰۱۷ آنتونی لافوره مدیر گوگل کروم در صفحه تارنمای گوگل اعلام کرد:
امروز، شرکت ادوبی فلش پلیر برای متوقف کردن پشتیبانی از فلش در پایان سال ۲۰۲۰ اعلام کرد.
به مدت ۲۰ سال است، فلش پلیر بازی‌ها، تماشای فیلم‌ها و اجرای برنامه‌ها در وب به ما کمک کرده‌است. اما در طی چند سال گذشته، فلش پلیر کمتر رایج شده‌است. سه سال پیش، ۸۰ درصد از کاربران دسکتاپ رومیزی کروم هر روز از سایتی با فلش بازدید می‌کردند. امروزه میزان استفاده تنها ۱۷ درصد است و روند کاهشی خود را ادامه می‌دهد.
این روند نشان می‌دهد که سایت‌ها به سمت فناوری‌های وب باز می‌شوند، که سریعتر و با صرفه تر از فلش هستند. آنها همچنین ایمن تر هستند، بنابراین می‌توانید هنگام خرید، بانکداری یا خواندن اسناد حساس ایمن باشید. آنها همچنین بر روی موبایل و دسک تاپ کار می‌کنند. اما اکنون کار نرم‌افزار گوگل کروم با فلش پلیر در پایان سال ۲۰۲۰ هم به پایان می‌رسد، اگر سایت‌ها همچنان از فلش استفاده می‌کنند، و به سایت‌ها اجازه اجرای فلش را بدهید، فقط تا آخر پایان سال ۲۰۲۰ کار خواهد کرد.
همچنین مایکروسافت نیز اعلام کرده فلش پلیر از دسامبر ۲۰۲۰ در مایکروسافت اج در دسترس نخواهد بود.